# Плопі (Хунедоара)
Плопі (рум. Plopi) — село у повіті Хунедоара в Румунії. Входить до складу комуни Бретя-Ромине.
Село розташоване на відстані 277 км на північний захід від Бухареста, 27 км на південь від Деви, 134 км на південь від Клуж-Напоки, 138 км на схід від Тімішоари.

## Населення
За даними перепису населення 2002 року у селі проживали 263 особи, з них 258 осіб (98,1%) румунів. Рідною мовою 262 особи (99,6%) назвали румунську.